# حشره‌خوار کروسه
 حشره‌خوار کروسه (نام علمی: Crocidura crossei) نام یک گونه از سرده حشره‌خوارهای دندان‌سفید است.